# آدلا اودنهالووا
آدلا اودنهالووا (انگلیسی: Adéla Odehnalová؛ زادهٔ ۲ ژانویهٔ ۱۹۹۰) بازیکن فوتبال اهل جمهوری چک است.

وی همچنین در تیم ملی فوتبال زنان جمهوری چک بازی کرده‌است.